# Nikolaus Konietzko
Nikolaus Konietzko (* 6. Dezember 1938 in Kieferstädtel, Landkreis Tost-Gleiwitz/Oberschlesien) ist ein deutscher Pneumologe.

## Leben
Der Sohn eines Landarztes wuchs ab seinem siebten Lebensjahr in Neumarkt (Oberpfalz) auf, wo seine Familie 1945 nach der Vertreibung und Flucht am Ende des Zweiten Weltkrieges sesshaft wurde. Nach seiner Schulzeit am humanistischen Gymnasium nahm Konietzko 1958 an der Ludwig-Maximilians-Universität in München das Medizinstudium auf, das er 1963 mit Staatsexamen und Promotion über den „Einfluss ungesättigter Dicarbonsäuren auf den Fettstoffwechsel der Leber“ abschloss.
Seine Medizinalassistentenzeit absolvierte er in Herford, Oldenburg, Berlin und schließlich Bremen, wo er zunächst die chirurgische Weiterbildung bei dem Thoraxchirurgen Uwe Jens Wassner begann, der sich wissenschaftlich mit der (operativen) Leistungsgrenze der Lunge beschäftigte, ein Thema, dem sich auch Konietzko später widmete. 1967 wechselte er an die Universitätsklinik Gießen in die Medizinische Klinik, die unter der Leitung von Thure von Uexküll (1908–2004) stand.
Von dort aus folgte ein einjähriger Aufenthalt (1967/68) als Research Fellow an der University of Illinois in Chicago bei Robert W. Carton. Im dortigen „Department of Pulmonary Diseases“ in den Research and Educational Hospitals lagen Konietzkos Schwerpunkte auf wissenschaftlichem Gebiet in der Induktion des Lungenemphysems durch Proteasen, im klinischen Bereich auf der Lungenfunktionsdiagnostik, der Bronchoskopie, der Bronchiektasenkrankheit und der brochopulmonalen Clearance (bei Ruy Lourenco). Aus dieser Chicagoer Zeit rührt eine jahrzehntelange freundschaftliche Zusammenarbeit mit dem Pneumologen Robert Loddenkemper, die sich in gemeinschaftlichen verbandspolitischen und auch wissenschaftlichen Projekten und Publikationen widerspiegelt.
Seinem Lehrer Uexküll folgend, begann Konietzko nach der Rückkehr aus Chicago an der neu gegründeten Universitätsklinik in Ulm, nun in der von Heinrich Matthys geleiteten Sektion Pulmologie, und habilitierte dort mit dem Thema „Lungenfunktionsprüfung mit Radionukliden“.
1976 wechselte er an die Ruhrlandklinik in Essen-Heidhausen als Leiter der Abteilung „Innere Medizin und Funktionsdiagnostik“, die der Ärztliche Direktor Werner Maaßen neu eingerichtet hatte. 1985 übernahm Konietzko von Maaßen die Leitung der Ruhrlandklinik, die er zu einer Lungenfachklinik ausbaute. 1990 wurde Konietzko zum Professor der Abteilung Pneumologie am Universitätsklinikum Essen ernannt und als Inhaber dieses Lehrstuhls zum „Pionier der Einbindung großer Lungenkliniken in die deutsche Universitätsmedizin“. 2009 führte dies unter seinem Nachfolger Helmut Teschler zur Übernahme der Ruhrlandklinik als Westdeutsches Lungenzentrum durch das Universitätsklinikum Essen als neuem Träger.
Nikolaus Konietzko ist verheiratet mit Traute Konietzko; sie haben drei Kinder.

## Schwerpunkte
In Konietzkos Ägide an der Ruhrlandklinik fällt u. a. der Aufbau der Spezialabteilungen für Interstitielle Lungenerkrankungen (Leitung Ulrich Costabel) und für Mukoviszidose-Patienten im Erwachsenenalter (Drs. Karin Hübner und Karin Skroka), die Einrichtung eines respiratorischen Schlaflabors, die Spezialisierung auf Respiratorenentwöhnung und die Durchführung der ersten Lungentransplantation in Nordrhein-Westfalen 1990 durch Georgios Stamatis in Zusammenarbeit mit dem Transplantationszentrum der Universität Essen.
Konietzkos Forschungen und Publikationen erstreckten sich auf die Gebiete Funktionsdiagnostik, Isotopendiagnostik, Asbest und Lunge, Lungenemphysem (besonders beim alpha-1-Antiproteasen-Mangel), Bronchitis, Schlafapnoe, AIDS und Lungenkrankheiten, Tuberkulose, interstitielle Lungenkrankheiten und Pulmonale Hypertonie. So war er auch an Empfehlungen der DGP, des DZK und der Deutschen Atemwegsliga beteiligt. Konietzko gilt als einer der Lungenspezialisten in Deutschland (Focus: Die große Ärzteliste 2000) mit internationalem Bekanntheitsgrad.
Zusammen mit Helmut Fabel war er Mitbegründer und Herausgeber des Weißbuchs Lunge (erstmals 1996 erschienen mit Neuauflagen 2000, 2005 und 2014), das einen Überblick über den Stand der Pneumologie in Deutschland gibt.
Konietzko war verbandspolitisch aktiv in pneumologischen Fachgesellschaften auf nationaler und internationaler Ebene und führte als Mitglied der European School of Respiratory Medicine der European Respiratory Society (ERS) eine Umfrage zu Stand und Entwicklung des Fachs Pneumologie an europäischen Universitäten durch.
Nach seiner Emeritierung engagierte sich Konietzko in der Tabakprävention (Koordinator von „Rauchfreie Schulen in Essen“) und ist aktiv in der Bekämpfung der Tuberkulose. Konietzko unterstützt ein von der Stiftung wortundtat (Heinz-Horst Deichmann) finanzierte indischen Tuberkulosekrankenhaus (Tb & Chest Disease Hospital) in Andra Pradesch, dem er mehrmals im Jahr vor Ort beratend zur Seite steht.

## Mitgliedschaft und Funktionen
Nikolaus Konietzko ist Mitglied in Fachgesellschaften und Organisationen, in denen er leitende Funktionen innehatte:
- American Thoracic Society (1968), Co-Chairman der ATS/ERS Task Force on Alpha 1-Antitrypsin-Deficiency (1998–2005)
- Societas Europaea Pneumologica (SEP, Vorläufer der ERS), Mitglied des wissenschaftlichen Komitees und Leiter der „Scientific Section on Radiology/Nuclear Medicine“
- Gründungsmitglied der European Respiratory Society (ERS, 1990), Mitglied der European School of Respiratory Medicine der ERS, Delegierter der ERS im UEMS-Komitee Pneumologie, Chairman des ERS-Kongresses in Berlin (2001), dabei Initiator des ersten ERS Lung Run, Chairman des European Board of Accreditation in Pneumology (2001–2004)
- Präsident der Deutschen Gesellschaft für Pneumologie und Beatmungsmedizin (DGP) (1995/96)
- Präsident des Deutschen Zentralkomitees zur Bekämpfung der Tuberkulose (DZK) (1995/96)
- Stellvertretender Vorsitzender der wissenschaftlichen Sektion Infektiologie und Tuberkulose der DGP
- Deutsche Lungenstiftung (Gründungs- und Kuratoriumsmitglied)
- Rheinisch-Westfälische Gesellschaft für Lungen- und Bronchialheilkunde (wissenschaftlicher Beirat 1982, Vorsitzender 1981, Geschäftsführer 1991–2006)
- Wissenschaftliche Arbeitsgemeinschaft für die Therapie von Lungenkrankheiten (WATL) (Vorstandsmitglied)
- Deutsche Forschungsgemeinschaft (DFG), Hauptgutachter Medizin 1999
- Akademie für pneumologische Fort- und Weiterbildung (APFW), (Vorsitzender 2002)
- Gründer und Mitglied der Schriftleitung der Zeitschrift Der Pneumologe (2004–2013)
- Deutsche Sarkoidose Vereinigung (Beirat) und Mitglied des Kuratoriums der Sarkoidose Stiftung
- Gesellschaft für Strahlenforschung (GSF), Neuherberg (Wissenschaftlicher Beirat)
- Gesellschaft zur Förderung der Lufthygiene und Silikoseforschung, Düsseldorf (Kuratorium)
- Alpha-1 AT International Registry (AIR) (Mitbegründer und erster Präsident)
- Sprecher der Chefärzte der Kliniken in der LVA Rheinprovinz (1986)

## Publikationen (Auswahl)
Das wissenschaftliche Werk Konietzkos umfasst ca. 400 Publikationen als Autor oder Co-Autor, darunter 200 in PubMed gelistete Artikel. Als Mitglied der Schriftleitung bzw. des wissenschaftlichen Beirats war er tätig für die Fachzeitschriften Pneumologie, Atemwegs- und Lungenkrankheiten, Der Pneumologe, Krankenhausarzt und Somnologie.
(Mit-)Herausgeberschaften:
- Lungenfunktionsdiagnostik mit Radionukliden (1977)
- Lungenfunktionsdiagnostik mit Radionukliden – Physiologie, Pathophysiologie, Klinik (1977)
- Pulmonale Funktionsdiagnostik in der Lungenchirurgie – Möglichkeiten und Grenzen invasiver Maßnahmen (1988)
- AIDS und Lunge (1988)
- Atlas der pulmonalen Funktionsdiagnostik (1989)
- Lungenemphysem bei schwerem Alpha 1-Pi-Mangel (1989)
- Lunge und Arbeitswelt (1990)
- Generalisierte Lungenparenchymerkrankungen (1990)
- Pulmonale Hypertonie – Cor pulmonale (1991)
- Schlafapnoe (1992 und 1998)
- Bronchitis (1995)
- Erkrankungen der Lunge (1995)
- 100 Jahre Deutsches Zentralkomitee zur Bekämpfung der Tuberkulose (1996)
- Weißbuch Lunge – Die Lunge und ihre Erkrankungen: Zur Lage der Pneumologie in Deutschland (1996, 2000, 2005, 2014)
- Tuberkulose (1999)
- Pharmakotherapie bronchopulmonaler Erkrankungen (2000)
- Ruhrlandklinik – Das Lungenzentrum 100 Jahre (1902–2002)
- 100 Jahre DGP-100 Jahre deutsche Pneumologie (2010)
- 50 Jahre WATL – Wissenschaftliche Arbeitsgemeinschaft für die Therapie von Lungenkrankheiten e.V. (2014)
- Die Lungenheilkunde im Nationalsozialismus (2018)
- Pulmonary Medicine during National Socialism (2019)
- 125 Jahre Deutsches Zentralkomitee zur Bekämpfung der Tuberkulose (DZK) (2020)

## Auszeichnungen
Ehrenmitglied der DGP
Ehrenmitglied der Rheinisch-Westfälischen Gesellschaft für Lungen- und Bronchialheilkunde (seit 2008 Westdeutsche Gesellschaft für Pneumologie)